# Simulium septentrionale
Simulium septentrionale är en tvåvingeart som först beskrevs av Tan och Chow 1976.  Simulium septentrionale ingår i släktet Simulium och familjen knott. Inga underarter finns listade i Catalogue of Life.